# Iritecna
Iritecna Società per l'Impiantistica Industriale e l'Assetto del Territorio S.p.A era una società per azioni italiana che operava nel settore delle partecipazioni statali in Italia, controllata integralmente dall'IRI. 
Era una subholding che controllava tutte le
partecipazioni pubbliche nel campo dei lavori civili ed impiantistici. Il gruppo Iritecna era composto da circa venticinque società. Il 43% del fatturato di Iritecna proveniva dal settore autostradale e nel 1992 il 42% dei suoi progetti erano stati completati all'estero.

## Storia
È nata il 21 dicembre 1946 quando EdilTi - Edilizia Tibur S.p.A. si trasforma in Iritecna-Società per l'Impiantistica Industriale e l'Assetto del Territorio S.p.A e rileva le partecipazioni di Italstat. Diventa operativa nel febbraio 1991 acquisendo Italstat e Italimpianti.
Nel 1994 viene posta in liquidazione a causa della crisi gestionale e finanziaria: Iritecna era già nata con un alto indebitamento e una bassa patrimonializzazione, settori con forti perdite e bassa redditività. A ciò si aggiunsero i mancati pagamenti delle commesse internazionali a Esfahan (centro siderurgico già iniziato da Italimpianti), Volzhskij (Italimpianti, tubificio) e Bandar Abbas (diga, Italstat) e la carenza di liquidità con cui finanziare il completamento delle commesse acquisite.
Inoltre, anche la struttura gerarchica e direzionale era fortemente compromessa a causa della debolezza e della lentezza delle decisioni, paralizzate dalla spartizione delle cariche operative tra tutti i partiti politici del tempo, che ha frammentato il potere all'interno della società ed impedito la creazione di un'unica politica societaria da poter seguire: vi erano infatti un presidente, un vice, due amministratori delegati, un direttore generale, due condirettori generali, tre vicedirettori generali e sei responsabili di divisione.
Viene sostituita da Fintecna che ne rileva le principali interessenze.

## Principali Partecipazioni
Le società partecipate operavano nel settore impiantistico e delle costruzioni.
- Italstrade SpA
- Italimpianti SpA
- Svei S.p.A
- Italtekna
  - Bonifica S.p.A
- Autostrade S.p.A.
  - Autostrade International - Costruzione autostrade in USA
- Pavimental S.p.A.
- Garboli Rep

Tramite Autostrade International ha partecipato alla joint venture Trip2 incaricata della realizzazione della Dulles Greenway tra l'Aeroporto Internazionale di Washington-Dulles e Leesburg in Virginia
Iritecna aveva quote di partecipazione nei consorzi IRICAV Uno e IRICAV Due, che si occupavano della costruzione di opere sulle tratte Roma-Napoli e Verona-Venezia del progetto Alta Velocità.

## Fonti
- europa.eu, su eur-lex.europa.eu.
- corriere.it, su archiviostorico.corriere.it.
- Le privatizzazioni nell'industria manifatturiera italiana - Massimiliano Affinito, Marcello De Cecco, Angelo Dringoli - Donzelli Editore